# Tour de Flandre Occidentale
Ne doit pas être confondu avec Tour de Belgique indépendants, Tour des Flandres ou Tour des Flandres des indépendants.
Le Tour de Flandre Occidentale (ou Ronde van West-Vlaanderen) est une course cycliste belge, 
disputée de 1922 à 1951 aux environs de Courtrai (Kortrijk).

## Palmarès
| Année | Vainqueur           | Deuxième        | Troisième            |
| ----- | ------------------- | --------------- | -------------------- |
| 1922  | Jules Van Hevel     | René Vermandel  | Florent Vandenberghe |
| 1929  | Odiel Van Hevel     |                 |                      |
| 1944  | Georges Desplenter  | Norbert Callens | Roger Dujardin       |
| 1949  | Emiel Van der Veken | Albert Decin    | Jan Lambrichs        |
| 1950  | Maurice Blomme      | Albert Decin    | Raphaël Jonckheere   |
| 1951  | Roger Decock        | Albert Ramon    | Karel De Baere       |